# Prince Po
Prince Po, de son vrai nom Lawrence Baskerville, est un rappeur américain, membre, avec Pharoahe Monch, du duo de rap Organized Konfusion. 

## Biographie
Prince Po lance sa carrière musicale en 1990 en tant que membre du duo Organized Konfusion aux côtés du rappeur Pharoahe Monch,. Le groupe publie son premier album homonyme en 1991 qui contient le single à succès Walk Into the Sun. 
Après la séparation du groupe, dont le dernier album est The Equinox publié en 1997, Prince Po fait la rencontre du producteur underground Danger Mouse en 2002. Prince Po signe ensuite avec Lex Records, division hip-hop du label Warp Records, en 2004. La même année, le 27 juillet, il publie son premier album The Slickness, suivi de trois EPs au label Lex Records. L'album est produit par Danger Mouse, J-Zone, Jel, Madlib et Richard X.
Le 8 août 2006, il publie son deuxième album Prettyblack. En 2007, il publie Saga of the Simian Samurai, un album collaboratif avec TOMC3.
En 2014, il publie son album Animal Serum avec le rappeur Oh No,,.

## Discographie

### Albums studio
- 2004 : The Slickness
- 2006 : Prettyblack
- 2007 : Saga of the Simian Samurai
- 2014 : Animal Serum

### EPs
- 2004 : Hold Dat
- 2004 : Bump Bump
- 2004 : Social Distortion
- 2009 : X Files EP

### Albums collaboratifs
- 1991 : Organized Konfusion (avec Organized Konfusion)
- 1994 : Stress: The Extinction Agenda (avec Organized Konfusion)
- 1997 : The Equinox (avec Organized Konfusion)